# تاکیو ایشینو
تاکیو ایشینو (انگلیسی: Takkyu Ishino; ۲۶ دسامبر ۱۹۶۷ – ) خواننده-ترانه‌پرداز، دی‌جی، آهنگساز، و تهیه‌کننده موسیقی اهل ژاپن بود. وی از سال ۱۹۸۳ میلادی تاکنون مشغول فعالیت بوده‌است.